# Simberi
L'isola di Simberi è un'isola vulcanica della Papua Nuova Guinea, che si trova a nord dell'isola di Tatau nel gruppo delle isole Tabar, facenti a loro volta parte dell'arcipelago di Bismarck.
Amministrativamente fa parte del Distretto di Namatanai nella Provincia della Nuova Irlanda, appartenente alla Regione delle Isole.